# Fethnour Lacheheb
Fethnour Lacheheb, né le 20 octobre 1963, est un handballeur algérien.

## Palmarès

### avec les Clubs
- Vainqueur de la Ligue des champions d'Afrique : 1995 (MM Batna)

### avec l'Équipe d'Algérie
Championnat d'Afrique
- Vainqueur du Championnat d'Afrique 1985
- Vainqueur du Championnat d'Afrique 1989

Jeux africains
- Vainqueur des Jeux africains de 1987

Jeux méditerranéens
- Vainqueur des Jeux méditerranéens de 1987

Championnats du monde
- 16e place au Championnat du monde 1990

Jeux olympiques
- 10e place aux Jeux olympiques de 1988[2]